# Olivier Bodart
Pour les articles homonymes, voir Bodart.
Olivier Bodart, né le 24 novembre 1971 à Bourg-la-Reine, est un écrivain et artiste plasticien français.

## Biographie
Olivier Bodart obtient un diplôme en arts appliqués à l’École Estienne en 1990. Il poursuit ensuite des études en Arts et Lettres à l’université Panthéon-Sorbonne puis enseigne les arts plastiques à Paris pendant treize ans.
En 2012, il déménage aux États-Unis pour devenir le chef de département des arts du Lycée français de Chicago.
Il passe les sept années suivantes à Chicago où il réalise un projet à plusieurs facettes, composé d’un volet littéraire (le roman Zones à risques) et d’un volet artistique de cent-cinquante-six œuvres (la série Risk Areas, 2019, boîte-sculptures et photographies).
En 2019, il s’installe dans le désert de Sonora où il entame un autre projet qui donne à nouveau naissance à un roman (Après moi le désert) et à une série de cinquante-et-une créations visuelles (Imperial, 2022, 15 dalles en céramique et 35 photographies).
Son travail d’écriture est marquée par l’insertion du récit dans une géographie très spécifique (physique et humaine) et par l’influence que celle-ci peut avoir sur des histoires individuelles ou collectives.
Les créations plastiques d’Olivier Bodart naissent chaque fois de ses fictions, elles sont la matérialisation d’éléments évoqués dans les romans.
Le projet Risk Areas, est exposé pour la première fois dans son intégralité au Centre d’Art d’Evanston près de Chicago, aux États-Unis en avril 2022, et l’exposition Imperial est montée en août 2021 à la galerie The Guild à Charlottetown, au Canada,.

## Œuvre
Ses projets ont un ascendant psychogéographique, ils sont composés d'une partie écrite (les romans) et d'une partie visuelle (les séries artistiques), chacune pouvant fonctionner séparément. Les romans jonglent avec les genres, études de mœurs, policier, roman initiatique, fantastique. Bertrand Leclair, dans Le Monde, dit du roman Après moi le désert, qu'il tient de l'installation, au sens artistique du terme. , 

### Romans
- Zones à risques, éditions Inculte, roman, 2021  (ISBN 978-23-60841-93-6)
- Après moi le désert, éditions Inculte, roman, 2023  (ISBN 978-23-60841-09-7)

### Séries artistiques
- Risk Areas (série tirée du roman Zones à risques, 2021 – 52 boîtes-sculptures en média mixte et de 104 photographies)
- Imperial (série tirée du roman Après moi le désert, 2023 –15 dalles en céramique et média mixte et de 36 photographies)